# Cristo yacente de El Pardo

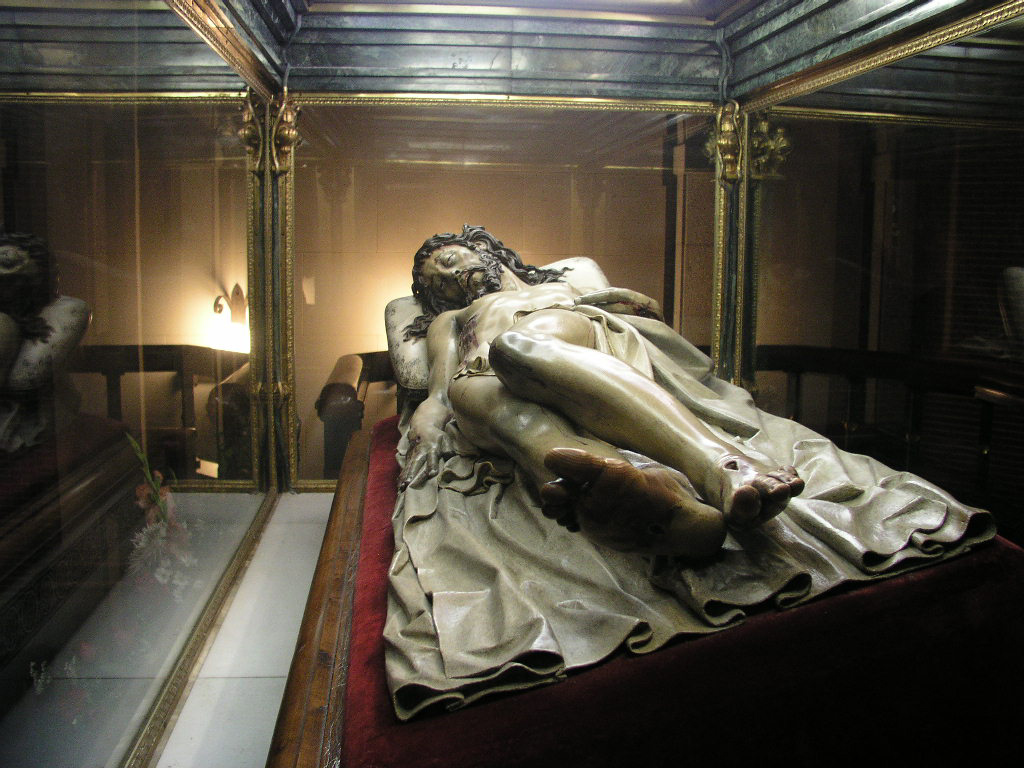
Vista de la escultura.

El Cristo yacente de El Pardo o Cristo de El Pardo es una escultura barroca de principios del siglo XVII, tallada en madera policromada por Gregorio Fernández (1576-1636). Está considerado como una de las obras maestras del citado escultor. 
Desde el año 1615, se exhibe en la iglesia del Convento de los Padres Capuchinos, edificio del siglo XVII situado en el barrio madrileño de El Pardo (España), topónimo del que toma su nombre. 

## Historia
Según la tradición, fue encargada en 1605 por el rey Felipe III, como ofrenda por el nacimiento ese mismo año de su primer hijo varón, a la postre Felipe IV. Gregorio Fernández la habría tallado en Valladolid, cuando tenía 29 años, al poco tiempo de instalarse en la ciudad castellana, donde estaba establecida la corte.
Frente a esta hipótesis, defendida por autores como Isabel Gea Ortigas, Antonio Arandillas y Gregorio Blanco García, otros historiadores sitúan su origen hacia 1614-1615. Es el caso de José Ignacio Martín González, quien basa su estudio en la calidad artística de la pieza, más propia de un escultor en su etapa de madurez (Gregorio Fernández tendría por entonces unos 39 años), que de un joven artista.
El citado investigador también argumenta que, dada la factura de la obra, esta no parece ser cabeza de serie, como correspondería si hubiera sido tallada en el año 1605, sino, más bien, una de las últimas realizaciones de la serie de quince Cristos yacentes que se atribuyen a Gregorio Fernández y a su taller.
En cambio, sí que existe constancia histórica de que la escultura fue donada al convento madrileño donde actualmente se exhibe, en el año 1615. Desde entonces ha permanecido en este lugar, salvo ciertos periodos, coincidentes con conflictos bélicos. 
Durante la Guerra de la Independencia fue escondida por los vecinos de El Pardo en un punto indeterminado y, al estallar la Guerra Civil, fue trasladada a diferentes enclaves (el Museo del Prado, la Basílica de San Francisco el Grande, el Palacio Real de El Pardo y la Iglesia de Jesús de Medinaceli), hasta su regreso al Convento de los Padres Capuchinos en octubre de 1939.

## Descripción

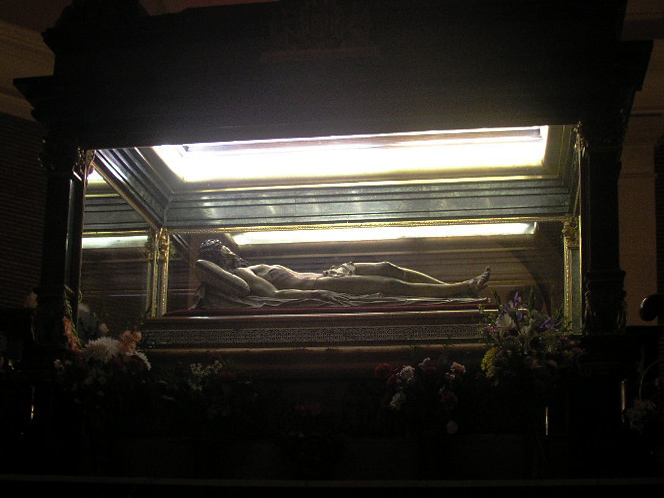
Urna del 1940 donde se custodia la escultura.

La escultura se guarda en una capilla lateral, construida entre 1830 y 1833 por el arquitecto Isidro González Velázquez, dentro de la iglesia de Convento de los Padres Capuchinos, fundado en el año 1612, bajo el impulso de Felipe III. 
Representa a Jesucristo sobre un sudario, en posición yacente, una vez crucificado y trasladado al Santo Sepulcro. Se trata de un tema muy recurrente en la escultura española de los siglos XVI y XVII, ensayado, con anterioridad a Fernández, por Juan de Juni, Gaspar Becerra y Francisco de la Maza, entre otros escultores del Renacimiento.
La imagen está concebida para ser contemplada lateralmente. La cabeza del Cristo se inclina hacia el lado derecho, al tiempo que la pierna derecha aparece más levantada que la izquierda. La cabeza y parte del tórax se apoyan sobre una almohada, mostrándose inclinados, lo que contribuye aún más a esa percepción de lateralidad.
Los brazos se extienden sobre el lecho separados del tronco, buscando una cierta sensación de simetría, que también se aprecia en la cabellera, al quedar desplegadas varias madejas de cabello a ambos lados de la almohada.
Gregorio Fernández evitó cualquier signo que hiciera visible el rigor mortis, con la excepción de un leve hinchamiento del cuerpo. La idea de muerte se transmite enfatizando las heridas y llagas causadas por el vía crucis y la crucifixión, siguiendo las pautas estilísticas de la escultura religiosa española del barroco.
El Cristo de El Pardo se custodia en una urna de bronce y mármol, obra de Félix Granda, realizada en 1940. Fue regalada por Francisco Franco Bahamonde, que residía en el Palacio Real de El Pardo en aquella época.